# Eduardo García Soto
Eduardo García Soto (La Cisterna, 1930-Base Carvajal, 28 de enero de 1999) fue un destacado académico, geólogo, glaciólogo, montañista, escalador, esquiador, explorador y profesor de educación física chileno, cuya vida estuvo marcada por su pasión por la exploración de las regiones más remotas de Chile, incluyendo la Antártica Chilena. Fue miembro de la Corporación de Defensa de la Soberanía, de la Sociedad Chilena de Historia y Geografía del  Club Andino de la Universidad de Chile, y del Cuerpo de Socorro Andino. Se desempeñó como profesor de las Escuelas de Ingeniería Forestal y de Geología de la Universidad de Chile.

## Biografía
García Soto se desempeñó como profesor en las Escuelas de Ingeniería Forestal y Geología de la Universidad de Chile. Fue miembro de la Sociedad Chilena de Historia y Geografía. Colaboró con instituciones como el Instituto Antártico Chileno y la Dirección Nacional de Fronteras y Límites (DIFROL), contribuyendo significativamente a la confección de mapas del Campo de Hielo Patagónico Sur. Formó parte de la Comisión Nacional del Hielo creada por la DIFROL el 18 de julio de 1967, sin embargo, no funcionó por falta de presupuesto.
Conoció al teniente Hernán Merino Correa el 16 de junio de 1963 después del rescato del único sobreviviente del accidente del avión Fach N° 953.
García Soto fue un ferviente defensor de los derechos territoriales de Chile, especialmente en el Campo de Hielo Patagónico Sur, Laguna del Desierto y la Antártica. Durante la década de 1990, el profesor alegó de que el monte Stokes planteado en el acuerdo poligonal de 1991 no era el monte Stokes original, y que también el de las Actas de 1898 no estaba en la posición que lo describió la expedición de Robert FitzRoy.
Durante la operación "Hielo Azul" en 1997, colaboró como asesor directo de la Fuerza Aérea de Chile. Denunció públicamente las anomalías en los mapas utilizados en acuerdos limítrofes con Argentina, advirtiendo sobre posibles pérdidas territoriales debido a errores cartográficos.

## Ascensos y expediciones
Desde 1948, García Soto fue un activo montañista, escalador y esquiador. En 1957, junto a Francisco Vivanco, logró el primer y único ascenso registrado del Cerro Alto de la Mamá, una montaña de 4 756 metros sobre el nivel del mar en la cordillera de Rancagua. Organizó alrededor de 32 expediciones hasta 1999, incluyendo siete en la Antártica.
En el año 1958, logra la primera ascensión de la Puntilla II de Flores, en el Cajón de Flores, en 1959 vuelve al mismo sector y asciende por primera vez, la Puntilla I de Flores. Ese mismo año dirige la Expedición de la Asociación Universitaria al glaciar Cipreses, donde se logran las primeras ascensiones de los cerros Granitos, A.S.A.E y Hernán Cruz.
En la década de 1960 logró caminar desde el glaciar Jorge Montt, en Aysén, hasta el lago Argentino, travesía en la que recorrió 255 kilómetros en solo cinco días.
En 1963 realiza el primer ascenso de la Torre de Pangal en la zona de Rancagua.
Ascendió el cerro O'Higgins en la Patagonia. En 1966 asciende por primera vez el Torre Norte del Cochrane de 2520 msnm, ese mismo año organiza y lidera la Expedición Universidad de Chile junto a Luis Latorre y Erling Villalobos. el 31 de enero de 1968, la cima del Cuerno Principal del Paine de 2210 msnm, también por primera vez, tras múltiples intentos fallidos de expediciones extranjeras. Hoy la ruta de montaña lleva el nombre de Eduardo.
Organizó cerca de 32 expediciones más, desde 1995 a 1999, siete de las cuales tuvieron como el continente Antártico. Como por ejemplo en estudio en la zona costera de la Antártica sobre las cadenas de comida de los peces, comunidades bentónicas y medición de mareas de 1976. De esa expedición derivaron sugerencias para mejorar la ropa llevada a las zonas polares.
Le dio la denominación al río Murta tras visitarlo por primera vez en 1964, siendo ya miembro del Club Andino de la Universidad de Chile, y basándose en los densos matorrales de murtilla encontrados en el turbal de su valle.
Además observó la existencia de escorrentía superficial hacia el glaciar Dickson en una fotografía tomada por miembros de la Sociedad Chilena de Exploración que ascendieron el cerro Daudet.

## Fallecimiento
El 28 de enero de 1999, a los 68 años, García Soto falleció en un accidente en la Antártica Chilena, cerca de la Base Teniente Carvajal. Mientras realizaba una investigación geológica de geomesura junto a un grupo cívico-militar de 8 personas, dentro de los cuales hubo alumnos, el vehículo en el que se desplazaba, al ser más pesado que los otros, cayó hacia el costado en una grieta oculta en el hielo, resultando en su trágica muerte tras caer varios metros. El otro pasajero, Gonzalo Barcaza cayó 30 metros en una cueva, resultando malherido pero sobreviviendo, siendo rescatado tras 24 horas de faena por Jorge Casanova, andinista de la Universidad de Chile. El profesor García Soto fue el único fallecido del accidente.

## Legado

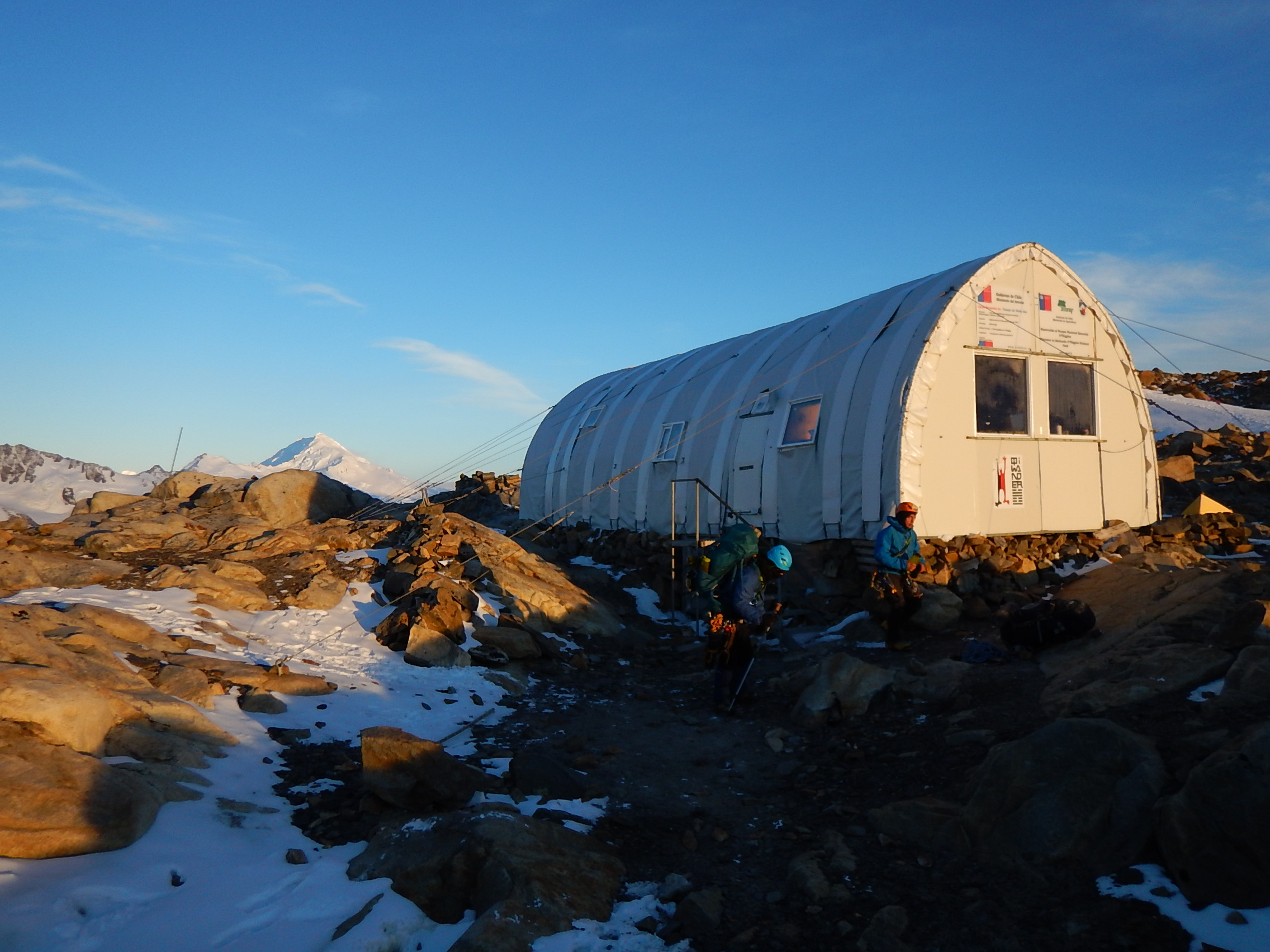
Refugio Eduardo García Soto en el Campo de Hielo Patagónico Sur.

En honor a su contribución, en 2004 se nombró al único refugio del Instituto Chileno de Campos de Hielo ubicado en la región de Aysén, en el paso Marconi como "Refugio Eduardo García Soto", también conocido como Refugio Gorra Blanca. Su legado perdura en la comunidad científica y montañista chilena, siendo recordado como un símbolo de dedicación y pasión por la exploración y la defensa del territorio nacional.

## Obra
- Vicisitudes de un Hidrógrafo de la Marina Real Británica, 1 de junio de 1995, Revista Marina